# Pravia
Pravia település Spanyolországban, Asztúria autonóm közösségben. Pravia Candamu, Cudillero, Muros de Nalón, Soto del Barco és Salas községekkel határos. Lakosainak száma 7790 fő (2024).

## Népesség
A település népessége az utóbbi években az alábbiak szerint változott:
| Lakosok száma | 9290 | 9087 | 9118 | 9131 | 9016 | 8799 | 8384 | 8113 | 7905 | 7790 |
|               | 2001 | 2004 | 2007 | 2009 | 2012 | 2014 | 2017 | 2019 | 2022 | 2024 |